# Wapen van San Marino

Wapen van San Marino

Het wapen van San Marino is het officiële symbool van de republiek San Marino en moet de vrijheid en onafhankelijkheid van de oudst nog bestaande republiek ter wereld uitbeelden. Het wapen dateert waarschijnlijk uit de 14e eeuw en staat centraal op de San Marinese vlag.

## Ontwerp
Het wapen bestaat uit een gekroond wapenschild tussen twee takken en boven een lint waarop het nationale motto Libertas staat.
In het schild staan drie groene heuvels afgebeeld, met op elke berg een zilveren toren. Op elke toren staat een windwijzer met een veer. De drie torens staan voor de drie torens van San Marino (La Guaita, La Cesta en La Montale), terwijl de heuvels staan voor de drie toppen van de berg Monte Titano, waarop de torens staan.
Het motto Libertas (Latijn voor "Vrijheid"), geplaatst in zwarte hoofdletters op een wit lint, verwijst mogelijk naar het opnemen van politieke vluchtelingen in vroeger tijden, alsmede naar het handhaven van de onafhankelijkheid door de eeuwen heen.
Het motto zou echter ook kunnen verwijzen naar de laatste woorden die aan de stichter van San Marino, Marinus van Rimini, zijn toegeschreven. Hij zou hebben gezegd: "Relinquo vos liberos ab utroque homine" ("Ik bevrijd jullie van beide mannen"). Deze wat mysterieuze zin zou verwijzen naar de mannen tegen wier (vooral financiële) onderdrukking Marinus zich zou verzetten: de keizer en de paus. Deze zienswijze op bevrijding is vooral legendarisch, maar heeft de kleine republiek door de eeuwen heen geïnspireerd.
De eikentak en lauriertak die het wapenschild omringen, staan voor de stabiliteit van de staat en de onafhankelijkheid van de republiek. De opname van de kroon in het wapen is opmerkelijk, omdat een kroon doorgaans (echter niet altijd) een symbool is van monarchieën. In het wapen van San Marino staat de kroon echter symbool voor de soevereiniteit van het land.